# Shove It
Shove It is het debuutalbum van The Cross, de band van Queen-drummer Roger Taylor. Dit album bevat een mix van rock en dance.
Eigenlijk zou Taylor een nieuw solo-album opnemen, maar uiteindelijk besliste hij om de band The Cross op te richten en het album uit te brengen als een Cross-album. Echter was het album al bijna helemaal af, waardoor de andere bandleden niet echt aan het album hebben meegewerkt.
Alle andere leden van Queen werkten ook mee aan het album; zanger Freddie Mercury zong mee in het nummer "Heaven for Everyone", wat later ook op het Queen-album Made in Heaven verscheen, gitarist Brian May speelde leadgitaar op "Love Lies Bleeding" en John Deacon speelde basgitaar op meerdere nummers.

## Tracklijst
- Alle nummers geschreven door Taylor.

### Verenigd Koninkrijk
1. "Shove It" - 3:28
2. "Cowboys and Indians" - 5:53
3. "Contact" - 4:54
4. "Heaven for Everyone" (gezongen door Freddie Mercury) - 4:54
5. "Stand Up for Love" - 4:22
6. "Love on a Tightrope (Like an Animal)" - 4:49
7. "Love Lies Bleeding (She Was a Wicked, Wily Waitress)" - 4:25
8. "Rough Justice" - 3:22
9. "The 2nd Shelf Mix" - 5:50
10. "Hidden Track" - 4:58

- "The 2nd Shelf Mix" is een verlengde mix van het nummer "Shove It".

### Verenigde Staten
1. "Love Lies Bleeding (She Was a Wicked, Wily Waitress)" - 4:25
2. "Shove It" - 3:28
3. "Cowboys and Indians" - 5:53
4. "Contact" - 4:54
5. "Heaven for Everyone" (gezongen door Roger Taylor) - 4:54
6. "Feel the Force" (Freddie Mercury op achtergrondzang) - 3:44
7. "Stand Up for Love" - 4:22
8. "Love on a Tightrope (Like an Animal)" - 4:49
9. "Rough Justice" - 3:22